# Pax Praetoriana

Pax Praetoriana (ou Pax Pretoriana) fait référence à la relative stabilité de l'Afrique du Sud moderne et la politique étrangère (économique et politique) dominante du pays envers le continent africain et ses encouragements pour les gouvernements démocratiques, responsables, et  stables dans d'autres États africains. Le terme Pax Nigeriana est parfois utilisé en miroir avec la situation similaire du Nigeria en Afrique de l'Ouest. Ces deux expressions proviennent de l'expression Pax Romana, la paix romaine. Le terme Praetoriana vient de Pretoria, la capitale administrative de l'Afrique du Sud.
Les critiques de la politique étrangère sud-africaine (y compris des alliés politiques du Congrès national africain comme l'organisation syndicale COSATU), en particulier sous durant l’ancienne présidence de Thabo Mbeki, mirent l’accent sur les problèmes internes tels que le chômage, la criminalité et le fléau du Sida qui restent non résolus, et remirent en question la pertinence de la politique de la « diplomatie tranquille » de l'ANC envers le gouvernement du Zimbabwe au cours de sa période actuelle de régime répressif.
Le terme fut également utilisé pour décrire la position dominante de l'Afrique du Sud sur ses voisins depuis 1994, forçant à la conclusion d’accords tels que l'accord de Nkomati entre l'Afrique du Sud et le Mozambique, et à un traité de non-agression avec le Swaziland.